# Балигауън
Балига̀уън (на английски: Ballygowan; на ирландски: Baile Mhic Gabhann) е град в югоизточната част на Северна Ирландия. Разположен е в район Ардс на графство Даун на около 10 km югоизточно от централната част на столицата Белфаст. Населението му е 2671 жители според данни от преброяването през 2001 г.